# Old Ideas
Old Ideas é o décimo-segundo álbum de estúdio do cantor e compositor canadense Leonard Cohen. O álbum foi inicialmente lançado em 27 de janeiro em alguns países europeus, com datas de lançamento posteriores no resto do mundo, mas ele já havia sido anteriormente disponibilizado para transmissão por stream em 23 de janeiro. Old Ideas foi lançado pela Columbia Records e produzido por Ed Sanders, Patrick Leonard e Anjiani Thomas, oito anos após o lançamento de seu último álbum de estúdio, Dear Heather.
O álbum foi aclamado pela crítica, com resenhas extremamente positivas de publicações como a Rolling Stone, o Chicago Tribune e o The Daily Telegraph. No agregador Metacritic, Old Ideas alcançou a pontuação 85/100, baseada em 32 críticas. O álbum atingiu a terceira colocação na Billboard 200, melhor colocação de Cohen nas paradas americanas, 44 anos após o lançamento de seu álbum de estreia. Old Ideas atingiu o topo das paradas em onze países, além de ser certificado como Disco de Ouro ou Disco de Platina em cinco países diferentes.

## Lançamento
Depois de confirmar que lançaria um novo álbum em outubro de 2011, foi oficializado com detalhes, em 22 de novembro, o lançamento de Old Ideas, previsto para 31 de janeiro de 2012. Além da data de lançamento, também foram diulgadas a lista de faixas e uma versão para stream da faixa "Show me the Place", bem recebida pela crítica na época. O clipe oficial da música, dirigdo por Aaron Hymes foi divulgado em 23 de dezembro daquele ano. Posteriormente, foram disponibilizadas para stream as canções "Darkness" e "Going Home", que teve sua letra publicada no New Yorker, em 10 e 16 de janeiro de 2012, respectivamente. O álbum inteiro foi transmitido online em 22 de janeiro pela NPR e pelo The Guardian no dia seguinte, quando foi iniciada a pré-venda do álbum.
Old Ideas foi oficialmente lançado em 27 de janeiro, na Alemanha, na Polônia, na Noruega e na Irlanda. Já na África do Sul, na França, no Reino Unido e no Brasil o álbum foi lançado dia 30 de outubro. Nos Estados Unidos e no Canadá o lançamento ocorreu no dia seguinte. O álbum  foi lançado dia 3 de fevereiro na Austrália e em outros países europeus.